# Ferdinand de Lesseps
Ferdinand de Lesseps, właściwie Ferdinand Marie, wicehrabia de Lesseps (ur. 19 listopada 1805 w Wersalu, zm. 7 grudnia 1894) – francuski dyplomata i przedsiębiorca, budowniczy Kanału Sueskiego.
W 1833 był konsulem w Kairze, a w latach 1848-1849 – posłem w Madrycie. W 1854 uzyskał koncesję na budowę Kanału Sueskiego, kierując jego budową w latach 1859-1869. W 1869 został członkiem Akademii Francuskiej, odznaczono go Legią Honorową. 
W 1879 zainicjował budowę Kanału Panamskiego, rozpoczętą w 1881 przez Towarzystwo Budowy Kanału Panamskiego. W 1889 na skutek nadużyć finansowych i trudnych warunków budowy towarzystwo zbankrutowało, narażając na znaczne straty około 500 tys. drobnych akcjonariuszy (afera panamska). De Lesseps został skazany na 5 lat więzienia i olbrzymią grzywnę. Wkrótce jednak został zrehabilitowany. Zmarł nie doczekawszy końca budowy.
W roku 1869 w wieku 64 lat ożenił się z Autard de Bragard, 20-letnią córką byłego urzędnika z Mauritiusa. Z tego małżeństwa urodziło się 12 dzieci, z czego 11 przeżyło Lessepsa.
Na jego nagrobku wyryto jeden z najbardziej znanych palindromów: "A MAN A PLAN A CANAL PANAMA"